# べんべろべえ
『べんべろべえ』 (Ben Bero Beh) は、タイトーから1984年に稼動開始した日本のアーケードゲーム。ジャンルはアクションゲーム。

## ゲームのルール
4方向レバー、2ボタン（消火液発射、ジャンプ）でダミちゃんを操作し、燃え盛るビルの中に取り残された新潟のなおちゃんを救うのが目的。全3パターンで1ラウンドループ。
ハイスコアを更新してプレイしても、ゲームオーバーになるまで表示は反映されない。

## ミスの条件
- 電灯に触れた
- 落ちてくる瓦礫に触れた
- 火に触れた
- ガス爆発に触れた
- らすかるに触れた
- 穴に落ちた
- ガス管の火に触れた
- 日吉の大ナマズに触れた

## キャラクター
- 学芸大のダミちゃん - プレイヤーキャラ。
- 新潟のなおちゃん - ヒロイン。
- 川崎寮のカズヤ君 - ドアの中から現れ、舌を伸ばしてダミちゃんを捕獲し他のドアにワープさせる。『フェアリーランドストーリー』ではラウンド57のステージ背景として登場。
- 日吉の山のらすかる - 剥がれ落ちたガレキから変身する。後年、『バブルボブル』の永久パターン防止キャラとして再登場。
- スズキ ヒロくん - ドアから現れて横方向へ暴走していく。ぶつかると気絶させられる。
- 学芸大のジャンパーさん - 画面上からフロアを無視して落下していく女性。受け止めると得点。たまに水に吹き上げられて下から登場することもある。
- 練馬の紳 - バイクの男。ドアから現れて横方向へ暴走していく。ぶつかると気絶させられる。
- 勝田団地のシバタと町田のテロリストジャイアント師匠 - 隠し要素参照。
- 日吉の大ナマズ - パターン防止キャラ。触れると死ぬ。
- ちゃっくん - 『ちゃっくんぽっぷ』の主人公。ドアから現れ、リンゴマンを落としていく。
- ガードマン - 『エレベーターアクション』に搭乗していた敵キャラクター。

## 隠し要素
- 開いているドアに向ってジャンプで体当たりすると200点。
- 穴の縁に立ってジャンプすると300点。
- ジャンパーさんをある法則で取る取らないを繰り返すと、あみだロボットが出て、取ると5,000点。
- 4階のどこででもハイジャンプ（レバーを上に入れてジャンプ）を8〜10回すると、画面が暗くなりダミちゃんが電球を思い浮かべて1,000点。
- 電球を思い浮かべた後に隠しドアが出現し、突如開いてスズキヒロくんなどが出現する。このドアは逆向きに開くこともある。
- カズヤ君に捕まるとドアの中に引きずり込まれて他のドアから出てくるが、ミスをした直後にカズヤ君に捕まっても他のドアから出てくる。もちろん残機も減らない。
- あらかじめ決まっている場所15箇所（1階に3箇所、2〜4階にそれぞれ4箇所ずつ）の内1箇所だけ、しゃがむとダミちゃんがおでんを思い浮かべて5,000点入る場所がある。ただし、1階に火があって、なおちゃんが火を思い浮かべていないと駄目で、また、1ドットでも位置がずれていると出ない。
- おでんを思い浮かべた後、なおちゃんの傍から消火液を少しだけ掛けると、なおちゃんがおでんを思い浮かべる。掛けるのを止めるとさらに、やかん、電球、火と次々と思い浮かべる。
- なおちゃんがタイムオーバーで穴に落ちてしまっても、その穴に消化液を掛け続けることによってなおちゃんが復活して5,000点。ただし、既に電球とおでんを思い浮かべていないと、なおちゃんは再び穴に落ちてしまう。
- 床に穴が空いていてその下に瓦礫がある時、その上に飛び降り、乗る瞬間にタイミング良くジャンプボタンを押すと近道をしたことになり、ドアからゆめまる君が出てきて5,000点。
- 得点の下4桁が全て0に揃った時にしばらく待つと、ドアが開いてバイクが走っていく。そのバイクを2度跳び越えるか、スズキヒロくんを2度跳び越えると、ドアからテロリストが出てきてシバタと銃撃戦を始める。ただし、ゲーム進行自体には影響はなく無害。
- 偶数ラウンドの3パターン目をクリアすると結婚式になるが、タイムオーバーでクリアすると新婦がちゃっくんになってしまう。
- スコアが3,000,000点を越えると、ボーナスが6500〜500の間に火が突如消え、ダミの真横で爆発が起こる。これは避けられないので、爆発の瞬間に消火液を掛ける必要がある。画面の右半分で左下に消火液を出すようにするのが基本的対処。

## バグ
- なおちゃんに触れる瞬間に死ぬと、突如画面が切り替わって同じ面が始まる上に残機も減ってしまう。
- 各ラウンドの3パターン目で4階の右端へ行き、レバーを右に入れたままジャンプボタンを連続押しすると、スピーカーが絶叫(?)する。

## 余談
- 元々の出回りが余り良くなかった上、同社が1986年に発売した『ハレーズコメット』用に本作品の在庫基板が流用されたた[1]め、本作の中古基板価格が高騰した時期がある。 漫画家のあさりよしとおも『ハレーズコメット』の基板を逆改造して『べんべろべえ』に戻した旨を「覇王マガジン」に連載していたコラムに書いていた。
- 同社が1989年に発売した『ダライアスII』に登場するボス「リーダイン」撃破時に落下していく搭乗員が、低確率で本作の「日吉の山のらすかる」に変化する事がある。

## 移植作品
| No. | タイトル                                   | 発売日        | 対応機種                      | 開発元     | 発売元     | メディア                              | 型式 | 備考             | 出典              |
| --- | ------------------------------------------ | ------------- | ----------------------------- | ---------- | ---------- | ------------------------------------- | ---- | ---------------- | ----------------- |
| 1   | タイトーメモリーズII 上巻                  | 2007年1月25日 | PlayStation 2                 | タイトー   | タイトー   | DVD-ROM                               | -    | 収録ソフトの一つ |                   |
| 2   | タイトーメモリーズII 上巻 エターナルヒッツ | 2008年6月26日 | PlayStation 2                 | タイトー   | タイトー   | DVD-ROM                               | -    | 廉価版           |                   |
| 3   | べんべろべえ                               | 2020年10月1日 | PlayStation 4 Nintendo Switch | タイトー   | ハムスター | ダウンロード (アーケードアーカイブス) | -    |                  | [ 2 ] [ 3 ]       |
| 4   | タイトーマイルストーン2                    | 2023年8月31日 | Nintendo Switch               | ハムスター | タイトー   | ゲームカード ダウンロード             | -    | 収録ソフトの一つ | [ 4 ] [ 5 ] [ 6 ] |

- PlayStation 2版- 2007年1月25日発売のタイトーメモリーズII 上巻に収録。
- PlayStation 4版- 2020年10月1日にアーケードアーカイブスの一作品として配信。
- Nintendo Switch版- 2020年10月1日にアーケードアーカイブスの一作品として配信。